# Cliche Love Song
Cliche Love Song – singel duńskiego piosenkarza Basima Moujahida napisany przez samego artystę we współpracy z Lassem Lindorffem, Danielem Fältem i Kim Novak-Zorde oraz wydany w marcu 2014 roku.
Utwór reprezentował Danię podczas 59. Konkursu Piosenki Eurowizji organizowanego w Kopenhadze dzięki wygraniu w marcu finału krajowych eliminacji Dansk Melodi Grand Prix, w których pokonał w głosowaniu telewidzów i jurorów pozostałych dziewięć piosenek wyselekcjonowanych spośród 872 propozycji nadesłanych do siedziby lokalnego nadawcy Danmarks Radio.
W maju 2014 roku utwór został zaprezentowany jako dwudziesty trzeci w kolejności w finale Konkursu Piosenki Eurowizji, w którym zajął ostatecznie 9. miejsce z 74 punktami na koncie.

## Lista utworów
CD single
1. „Cliche Love Song” – 3:01

CD single (Acoustic)
1. „Cliche Love Song” (Acoustic Version) – 3:13

## Notowania na listach przebojów
| Kraj            | Lista (2014)              | Najwyższe miejsce |
| --------------- | ------------------------- | ----------------- |
| Dania           | Singles Top 40            | 2                 |
| Szwecja         | Singles Top 60            | 9                 |
| Austria         | Singles Top 75            | 37                |
| Irlandia        | Singles Top 100           | 38                |
| Wielka Brytania | Singles Top 100           | 46                |
| Belgia          | Singles Top 75 (Walonia)  | 49                |
| Belgia          | Singles Top 75 (Flandria) | 68                |
| Hiszpania       | Singles Top 50            | 50                |
| Szwajcaria      | Singles Top 75            | 55                |
| Holandia        | Single Top 100            | 71                |